# Campeonato Mundial de Gimnasia Rítmica de 1973
El VI Campeonato Mundial de Gimnasia Rítmica se celebró en Róterdam (Países Bajos) entre el 15 y el 18 de noviembre de 1973 bajo la organización de la Federación Internacional de Gimnasia (FIG) y la Real Unión Neerlandesa de Gimnasia.

## Resultados
| Evento                      | Oro                                                                | Plata                                       | Bronce                                                                                                |
| --------------------------- | ------------------------------------------------------------------ | ------------------------------------------- | --- |
| Concurso completo ind.      | Maria Gigova Bulgaria Galina Shugurova Unión Soviética 37,850 pts. | —                                           | Natalia Krachinekova Unión Soviética 37,800 pts.                                                      |
| Pelota                      | Galina Shugurova Unión Soviética 19,700                            | Natalia Krachinekova Unión Soviética 19,450 | Nechka Robeva Bulgaria 19,100                                                                         |
| Mazas                       | Galina Shugurova Unión Soviética 18,550                            | Natalia Krachinekova Unión Soviética 18,450 | Maria Gigova Bulgaria 18,250                                                                          |
| Cinta                       | Galina Shugurova Unión Soviética 19,350                            | Natalia Krachinekova Unión Soviética 19,250 | Maria Gigova Bulgaria 19,150                                                                          |
| Aro                         | Maria Gigova Bulgaria 19,500                                       | Krasimira Filipova Bulgaria 19,200          | Nechka Robeva · Bulgaria · Maria Patocska · Hungría · Natalia Krachinekova · Unión Soviética · 19,050 |
| Conjuntos concurso completo | Unión Soviética 37,500                                             | Checoslovaquia 36,850                       | República Democrática Alemana 36,600                                                                  |

## Medallero
| Núm. | País                          | Oro | Plata | Bronce | Total |
| ---- | ----------------------------- | --- | ----- | ------ | ----- |
| 1    | Unión Soviética               | 5   | 3     | 2      | 10    |
| 2    | Bulgaria                      | 2   | 1     | 4      | 7     |
| 3    | Checoslovaquia                | 0   | 1     | 0      | 1     |
| 4    | República Democrática Alemana | 0   | 0     | 1      | 1     |
| 4    | Hungría                       | 0   | 0     | 1      | 1     |

- Datos: Q367318